# Katolická církev v Angole
Katolická církev v Angole je křesťanské společenství. Hlásí se k ní asi 10 000 000 obyvatel. Je v jednotě s papežem. Skládá se z 5 metropolitních arcidiecézí a 14 diecézí.

## Struktura
Angola má 5 církevních provincií složených ze 14 diecézí. Všechny diecéze slouží mše v latinském (římském) ritu.
- Arcidiecéze Huambo (zal. 1977) – současný arcibiskup José de Queirós Alves, C.SS.R., se sufragánními diecézemi
  - Diecéze Benguela (zal. 1970) – současný biskup Eugenio Dal Corso, P.S.D.P.
  - Diecéze Kwito-Bié (zal. 1979) – současný biskup José Nambi
- Arcidiecéze Luanda (zal. 1940) – současný arcibiskup Damião António Franklin, se sufragánními diecézemi
  - Diecéze Cabinda (zal. 1984) – současný biskup Filomeno do Nascimento Vieira Dias
  - Diecéze Caxito (zal. 2007) – současný biskup António Francisco Jaca, S.V.D.
  - Diecéze Mbanza Congo (zal. 1984) – současný biskup Vicente Carlos Kiaziku, OFMCap.
  - Diecéze Sumbe (zal. 1975) – současný biskup Luzizila Kiala
  - Diecéze Viana (zal. 2007) – současný biskup Joaquim Ferreira Lopes, OFMCap.
- Arcidiecéze Lubango (zal. 1977) – současný arcibiskup Gabriel Mbilingi, C.S.Sp., se sufragánními diecézemi
  - Diecéze Menongue (zal. 1975) – současný biskup Mário Lukunde
  - Diecéze Namibe (zal. 2009) – současný biskup Dionisio Hisiilenapo
  - Diecéze Ondjiva (zal. 1975) – současný biskup Pio Hipunyati
- Arcidiecéze Malanje (zal. 2011) – současný arcibiskup Benedito Roberto, C.S.Sp., se sufragánními diecézemi
  - Diecéze Ndalatando (zal. 1990) – současný biskup Almeida Kanda
  - Diecéze Uíje (zal. 1967) – současný biskup Emílio Sumbelelo
- Arcidiecéze Saurimo (zal. 2011) – současný arcibiskup José Manuel Imbamba, se sufragánními diecézemi
  - Diecéze Dundo (zal. 2001) – současný biskup Estanislau Marques Chindekasse, S.V.D.
  - Diecéze Lwena (zal. 1963) – současný biskup Jesús Tirso Blanco, S.D.B.

Angola má svou biskupskou konferenci Conferência Episcopal de Angola e São Tomé spolu se Svatým Tomášem a Princovým ostrovem. Současným předsedou je Gabriel Mbilingi, C.S.Sp. arcibiskup Lubanga.

## Apoštolská nunciatura
Apoštolská nunciatura v Angole byla založena roku 1975 papežem Pavlem VI. Roku 1975 neměla svého apoštolského nuncia, nýbrž apoštolského delegáta, kterým byl Giovanni De Andrea, titulární arcibiskup Aquavivy. V současné době (od 2015) je apoštolským nunciem Petar Rajič.
Seznam apoštolských delegátů a nunciů
Apoštolští delegáti
- Giovanni De Andrea (1975–1983) – titulární arcibiskup Aquavivy
- Fortunato Baldelli (1983–1991) – titulární arcibiskup Bevagny
- Félix del Blanco Prieto (1991–1996) – titulární arcibiskup Vannidy
- Aldo Cavalli (1996–1997) – titulární arcibiskup Vibo Valentia

Apoštolští nunciové
- Aldo Cavalli (1997–2001) – titulární arcibiskup Vibo Valentia
- Giovanni Angelo Becciu (2001–2009) – titulární arcibiskup Roselle
- Novatus Rugambwa (2010–2015) – titulární arcibiskup Tagaria
- Petar Rajič (od 2015) – titulární arcibiskup Sarsenterum